# Estación de Recoletos
Estación de Recoletos vasútállomás Spanyolországban, Madridban településen a Madrid–Barcelona-vasútvonalon. Része Madrid elővárosi vasúti közlekedésének, a Cercanías Madridnak.

## Kapcsolódó állomások
A vasútállomáshoz az alábbi állomások vannak a legközelebb:
- Atocha-Cercanías (Príncipe Pío, Linie C-1)
- Nuevos Ministerios (Aeropuerto T4, Linie C-1)
- Atocha-Cercanías (Guadalajara, Línea C-2)
- Nuevos Ministerios (Línea C-2)
- Atocha-Cercanías (Alcalá de Henares, Línea C-7)
- Nuevos Ministerios (Príncipe Pío, Línea C-7)
- Atocha-Cercanías (Guadalajara, Línea C-8)
- Nuevos Ministerios (Estación de Cercedilla, Línea C-8)
- Nuevos Ministerios (Aeropuerto T4, Línea C-10)
- Atocha-Cercanías (Villalba vasútállomás, Línea C-10)